# Extinction (Star Trek)
Extinction, de derde aflevering van seizoen drie van Star Trek: Enterprise, gaat over een virus dat Jonathan Archer, Malcolm Reed en Hoshi Sato in een andere levensvorm verandert.
Seizoen drie van deze serie heeft één grote verhaallijn, die het gehele seizoen voortduurt (zie seizoen drie), met meerdere plots. Deze aflevering is dus slechts één onderdeel van dit verhaal.

## Verloop van de aflevering

### Begin
In een jungle jagen een aantal personen op een bepaalde levensvorm, die ze meedogenloos vermoorden met hun vlammenwerpers.

### Deel één
kapitein Archer komt er met de database die ze eerder van de Xindi's gestolen hadden achter waar een schip voor het laatst een planetaire stop had gemaakt. Als de USS Enterprise NX-01 daar aankomt, ontdekken ze een plaats waar zich tekenen van metaal bevinden, en er wordt een verkenningsteam op uit gestuurd om naar de planeet te gaan en dit te onderzoeken. Het team, bestaande uit luitenant Reed, vaandrig Sato, kapitein Archer en T'Pol, ontdekt een ruimteveer en een aantal verbrande lijken. Binnen enkele ogenblikken raakt Reed besmet met het virus en verandert in een onderontwikkeld ras. T'Pol merkt dit op en gaat terug naar hun shuttle, waar ze erachter komt dat Archer ook besmet is. Nadat ze hem met een faser verdooft, wordt ze door Hoshi Sato aangevallen, die er nog niet uitziet alsof ze geïnfecteerd is. Hierna probeert T'Pol te vluchten, maar dat lukt niet; ze valt en raakt buiten bewustzijn.

### Deel twee
De groep van nieuwe mutanten draagt T'Pol naar een open plek in het oerwoud en houdt een discussie in een vreemde taal. T'Pol, die voor het doen van een Vulcan erg geagiteerd is, overtuigt ze om haar een universele vertaler te geven. Ze boekt weinig vooruitgang door tegen ze te praten, maar ze komt erachter dat ze naar Urquat zoeken. Ondertussen stelt Charles Tucker een reddingsteam samen, ondanks het advies van Dr. Phlox om niet naar de planeet te gaan. Op de planeet is het team in staat om Reed te verdoven en hem terug naar het schip te brengen, terwijl T'Pol bij Archer blijft. De dokter komt erachter dat hij het DNA van T'Pol nodig heeft om de rest te kunnen genezen. Op dat moment wordt Tucker naar de brug geroepen omdat er twee buitenaardse sterrenschepen bij de planeet verschenen. Tijdens de communicatie blijkt dat de Enterprise zich in verboden ruimte beweegt. Ook weten de aliens dat ze een geïnfecteerde persoon aan boord hebben, waardoor ze voorbereidingen treffen de Enterprise te enteren.

### Deel drie
Tucker probeert de situatie te ontladen van spanning, en laat een alien toe op het schip. Tijdens dit bezoek wordt onthult dat een oud ras, de Loque'eque genaamd, het virus had gemaakt om zo hun ras eeuwig te kunnen laten voortbestaan, omdat zij zelf geen nakomelingen meer hadden. De aliens probeerden ieder geïnfecteerd persoon te vernietigen, omdat het virus zich razendsnel kan verspreiden en ieder persoon die het virus heeft in een Loque-eque verandert en laat verlangen naar zijn thuis. Dan geraken Archer, T'Pol en Sato bij de stad die ze zoeken, Urquat, alleen om erachter te komen dat het een spookstad is en geen leven meer kent.

### Deel vier
Verward door de dode stad, denkt Archer dat het T'Pols ras is dat ze heeft vernietigd. Dan worden ze door de aliens die ze zoeken ontdekt. Terwijl ze vluchten scheurt Archer een van de pakken van hun vijanden, waardoor hij geïnfecteerd raakt. Zijn teamleden verbranden hem meteen. De mutanten komen uiteindelijk uit de grot, waar ze door de aliens worden omsingeld. Dan komt Tucker tevoorschijn, die de drie personen redt. Ze komen terug op het schip, en gaan gauw uit hun baan om de planeet, waarna ze achterna worden gezeten door de aliens. Na een korte strijd komen een geheelde Archer en Sato op de brug, waarna de aliens de strijd staken en accepteren dat er een genezing mogelijk is.
Hierna blijkt dat ze het serum aan de kapitein van het voorheen vijandige schip hadden gegeven, waarna Archer de hoop uitspreekt dat ze het kunnen gebruiken om toekomstige uitbraken te voorkomen. Zij (Hij, Reed en Hoshi) zullen nog een aantal dagen nodig hebben om zich weer helemaal mens te voelen.
Dr. Phlox wil het mutagenisch virus vernietigen, waardoor waarschijnlijk het laatste van dit ras vernietigt zal worden, maar Archer wil niet dat dat gebeurt, en laat het in stase plaatsen.

## Achtergrondinformatie
- Deze aflevering werd opgedragen aan Jerry Fleck. Hij was de eerste assistent-regisseur van de serie. Dit was de laatste aflevering waaraan hij werkte voordat hij in zijn slaap stierf op 55-jarige leeftijd.
- Deze aflevering kent veel gelijkenissen met de aflevering Identity Crisis van Star Trek: The Next Generation, waarin Geordi La Forge wordt getransformeerd in een ander ras voor een korte tijd.

## Acteurs

### Hoofdrollen
- Scott Bakula als kapitein Jonathan Archer
- John Billingsley als dokter Phlox
- Jolene Blalock als overste T'Pol
- Dominic Keating als luitenant Malcolm Reed
- Anthony Montgomery als vaandrig Travis Mayweather
- Linda Park als vaandrig Hoshi Sato
- Connor Trinneer als overste Charles "Trip" Tucker III

### Gastrollen
- Roger Cross als Tret
- Daniel Dae Kim als korporaal Chang
- Troy Mittleider als MACO T. Palmer

### Bijrollen
- Philip Boyd als een Communicatieofficier van de Enterprise zonder bekende naam.
- Brian J. Williams als een lid van de aliens die de geïnfecteerde personen uitroeit.

### Stuntdubbelgangers
- Diamond Farnsworth als stuntdubbelganger voor Scott Bakula
- Dan McCann als stuntdubbelganger voor Scott Bakula
- Gail Monian als stuntdubbelganger voor Linda Park
- Marty Murray als stuntdubbelganger voor Dominic Keating
- Boni Yanagisawa als stuntdubbelganger voor Jolene Blalock

## Links en referenties
- (en) Extinction (episode) op Memory Alpha, waarvan deze pagina grotendeels vertaald is.
- (en)   Extinction in de Internet Movie Database